# Baloo Gupte
Pour les articles homonymes, voir Gupte.
Balkrishna Pandharinath Gupte, dit Baloo Gupte (né le 30 août 1934 à Bombay et décédé le 5 juillet 2005 à Bombay) était un joueur de cricket indien. Sa carrière au plus haut niveau s'étend de 1953 à 1968. Il fut international à partir de 1960.